# République (cuirassé)
Pour les articles homonymes, voir République (homonymie).
La République est un cuirassé pré-dreadnought de la Marine française, navire de tête de sa classe. Lancé en 1902, le navire entre en service en 1906 et rejoint l'escadre de Méditerranée où il est encore lorsque la Première Guerre mondiale éclate en 1914. Avec son sister-ship la Patrie, il participe au combat d'Antivari puis au blocus de la flotte austro-hongroise dans la mer Adriatique jusqu'en 1916, où les deux navires rejoignent Thessalonique et les eaux grecques qu'ils ne quittent plus jusqu'à la fin de la Guerre. Le République est mis en réserve en 1919, désarmé en 1920 puis démoli en 1921.

## Conception et construction
Les cuirassés de la classe République sont plus lourds de 16,4 % que le Suffren ; celui-ci déplace 12 800 tonnes, les République 14 900. Ils restent ainsi en-dessous de la limite des 15 000 tonnes qui « effraie » certains concepteurs. Ils sont commandés lors du programme de 1900, mais la mise en chantier n'est pas faite avant l'année suivante. La construction est longue, car émaillée de remises en question de la conception même de ces cuirassés. Le ministre de l'époque, Camille Pelletan, est un fervent défenseur de la Jeune École et des torpilleurs numérotés. Il fait tout pour retarder la construction de ces grands navires qui sont finalement armés de 1906 à 1907.

## Histoire
La construction de la République commence le 28 juin 1901 sous la direction de l'ingénieur Max Bahon, et le navire est lancé le 4 septembre 1902 avant d'être armé le 12 juin 1906. Après les essais en mer, le cuirassé rejoint l'escadre de Méditerranée (2e escadre) et patrouille au large de la Provence et de l'Algérie. Il rejoint la 1re division en octobre 1909 puis participe aux revues présidentielles de Bizerte et de Toulon en 1911. En janvier 1912, la République est à Malte afin de saluer le roi de Grande-Bretagne George V, avant d'aller à Toulon subir des modifications. En août de l'année suivante elle reçoit l'escadre russe dans cette même ville, et retourne à Malte en mars 1914. La Première Guerre mondiale éclate en juillet, et le mois suivant le cuirassé rejoint la 2e division de la 2e escadre. Il engage le combat avec deux croiseurs autrichiens, et le  SMS Zenta est coulé durant l'engagement. Le reste du conflit le voit patrouiller en mer Ionienne et participer aux évènements politiques en Grèce. La République est mise en réserve en 1919, désarmée l'année suivante puis rayée des listes et vendue en 1920.